# Monomma zavattarii
Monomma zavattarii is een keversoort uit de familie somberkevers (Zopheridae). De wetenschappelijke naam van de soort werd in 1952 gepubliceerd door Maurice Pic.